# 草下若梅鲷
草下若梅鲷（学名：Paracaesio kusakarii），又名橫帶擬烏尾鮗、條紋若梅鯛，为笛鲷科若梅鲷属的鱼类，俗名横带拟乌尾冬。分布于台湾恒春等。该物种的模式产地在日本。

## 特徵
本魚體色為極淡的銀褐色，腹部銀白，體側有4條暗褐色的寬橫帶。上下頜齒數列為一帶，鋤骨、顎骨均有齒，上頜被鱗。背鰭硬棘10枚，軟條10至11枚；臀鰭硬棘3枚，軟條8枚。體長可達60公分。

## 生態
棲息在較深的海域，由於目前蒐集的標本都是空腹，所以不知其食性，只能從其鰓耙、鋤骨齒的構造推測，其主要食物不外是魚類或頭足類。

## 扩展阅读
維基物種上的相關：草下若梅鲷